# Notker Labeo
Notker Labeo ("Notker den storläppige"), även kallad Notker Teutonicus "den tyske", född omkring 950, död 1022, var en tysk medeltida lärd.
Notker Labeo var lärare vid klosterskolan i Sankt Gallen och avled i pesten. Han författade översättningar av Psaltaren, av Boethius, Aristoteles med flera, vilka är av stort värde för kännedomen om fornhögtyskan.